# Ma Shaorong
Ma Shaorong, född 13 december 1970, är en kinesisk bågskytt. Hon deltog vid olympiska sommarspelen 1988.